# Ростислав Михајлович
Ростислав Михаиловић (руски: Ростислав Михайлович, мађарски: Rosztyiszláv; после 1210—1262) је био руски принц из династије Рјуриковича, кнез Новгорода (1230), Галича (1236-1237, 1241-1242), Луцка (1240), Чернигова (1241–1242), славонски бан (1247-1248), господар Мачве (после 1248-1262) и самопроглашени бугарски цар (1257), а такође и господар Усоре и Соли (1254-1262).

## Руски кнез

### Кнез Новгорода
Ростислав је био најстарији син Михаила Всеволодовича (Михаило Черниговски) и његове супруге Јелене (Марије) Романовне, ћерке украјинског кнеза Романа Великог. Руски извори први пут га помињу 1229. године када га је отац поставио на чело Новгорода. Ростислав је 19. маја 1230. године постављен за кнеза Новгорода на церемонији у цркви Свете Софије у Новгороду. Наставио је политику свога оца и фаворизовао је становнике самог Новгорода. Септембра исте године мраз је уништио усеве у Новгороду и околини и изазвао је велику глад. Глад је изазвала немире те је Ростислав приморан да, заједно са својим оцем, побегне из Новгорода. На чело града дошао је Јарослав II од Владимира.

### Кнез Галича
Крајем септембра 1235. године Михаило је окупирао Галич. Кнез Данило Галички (ујак Ростислава) је побегао из кнежевине. Следеће године Ростислав је у пратњи свога оца који напада кнежевину Волињ која је и даље била под Даниловом владавином. У међувремену, Кумани пљачкају Галицију и приморавају Михаила на повлачење. Почетком лета 1236. године Данило и његов брат Василко Романович окупљају војску и нападају Ростислава и Михаила. Међутим, Михаило се забарикадирао у Галичу кога је бранила локална милиција и контингент војске кога је у помоћ послао угарски краљ Бела IV. Данило и Василко су приморани на повлачење. Након повлачења угарске војске, Данило поново напада. Михаило је покушао да га умири предајући му Пшемисл. Михаило убрзо одлази у Кијев кога је окупирао Јарослав Всеволодович, а на престо Галича поставља свога сина Ростислава. Након што је Михаило реокупирао Кијев, Ростислав напада Пшемисл, али је сузбијен од Данилове војске.

### Татарска инвазија на Кијевску Русију
Око 1237. године Ростислав ратује против Литванаца који пљачкају земље Конрада од Мазовије. Конрад је био савезник Ростислава против Данила. Повео је главнину своје војске, а у граду је оставио слабе снаге. Становници Галича позивају Данила Романовича кога су поставили за новог принца. Ростислав бежи на двор угарског краља Беле. У зиму 1237. године татарске трупе на челу са Бату каном уништавају Рјазањ. До 1240. године Чернигов, Рјазањ и остали руски градови леже у рушевинама. Михаило је у првој половини 1240. године пркостио Бату кану одбијајући да се преда. Једини савезници Ростислава били су Мађари и Пољаци. Због тога Михаило бежи у Угарску. Тамо је покушао да уговори брак свога сина и Белине ћерке, али угарски краљ није пристао.
Ростислав и Михаило су напустили Угарску и отишли у Мазовију где су намеравали да покушају да се измире са Данилом Романовићем чију је жену (своју властиту сестру) Михаило држао у заробљеништву. Споразум је склопљен, Данило је Михаилу препустио власт над Кијевом и Ростиславу над Луцком. Михаило му је ослободио жену. Татари у међувремену освајају Кијев (6. децембар 1240). Михаило и његова породица повлаче се у Волињију. Михаило је Ростиславу препустио Чернигов. Ростислав је обновио претензије над Галичом који је признавао власт Данила Романовића. Ростислав је 1241. године опсео Бакоту која је била позната као снабдевач соли. Град није успео да заузме већ се повукао у Чернигов. Потом је своје нападе усмерио на Галич и Пшемисл. Имао је подршку локалних бољара те су градови заузети без борбе. На чело Пшемисла поставио је кнеза Константина Владимировича. Данило и Василко су сакупили војску и натерали Ростислава у бег. Ростислав се склонио у Шћекотов. Ујаци су га опсели у граду, али се повлаче када су сазнали да се Монголи враћају са свог похода у Угарску. Ростислав је поново побегао у Мађарску.

## Угарски вазал

### Губитак Галича
Бела IV, који се вратио из Далмације, маја 1242. године одобрава брак између своје ћерке Ане и Ростислава. Након монголских напада, краљ је створио систем пограничних (крајишких) области на југу и истоку Угарске како би ојачао границе свог краљевства. Вазалом у Галичу именовао је свога зета Ростислава. Михаило је сматрао да ће брак довести до склапања савеза између Рјуриковића и Арпадоваца. Међутим, Бела је одбијао сваки војни савез те се Михаило, љут на угарског краља, али и на свог сина, вратио у Чернигов. Ростислав је 1244. године предводио угарску војску у нападу на Данилов Пшемисл. Овај напад завршен је неуспехом, а Ростислав се повлачи. Наредне године, Ростислав је, на челу велике угарско-пољске војске, напао Јарослава северно од Пшемисла. Уз помоћ Кумана, Јарослав је одбио овај напад. Ростислав је морао да бежи у Мађарску. Након овог пораза, Ростислав се никада није вратио у Галич.

### Славонски бан и господар Мачве
Ростислав је од свог таста добио територије у Берегу са дворцем Фузер. Таст га је 1247. године поставио за славонског бана. Од 1254. године помиње се и као господар (војвода) Мачве (латински: dux de Macho). Његово мачванско господство првобитно је обухватало Мачву са сливом Колубаре, али је касније укључивало и Београд. Од 1256. године, ако не и раније, Ростислав је и господар Браничева. Мир између Угарске и Другог бугарског царства из 1255. године запечаћен је браком између Ростиславове ћерке Ане и бугарског цара Михаила Асена. Ростислав је 1256. године посредовао приликом склапања мира између свога зета Михаила и никејског цара Теодора Ласкариса.

### Поход на Бугарску
Крајем 1256. године група бољара одлучила је да убије бугарског цара Михаила и замени га Коломаном Асеном, синовцем цара Јована Асена II. Михаило је убијен у лову у околини Трнова, а Коломан је узурпирао власт. Коломан је оженио Михаилову удовицу, односно кћер Ростислава Михаиловића. Није, међутим, успео да се одржи на власти. Како би заштитио своју ћерку, Ростислав је почетком 1257. године из Београда предузео поход ка Трнову. Изгледа да му је Ана била изговор да власт у Бугарској приграби за себе. Ростислав се са војском појавио пред Трновом. Међутим, не успева да освоји бугарску престоницу те се повлачи ка Видину. Тамо је сам себе прогласио за бугарског цара. Угари прихватају његову титулу. У југоисточној Бугарској је за цара проглашен Мицо, а у Трнову, након погибије Коломана, Константин Тих.
Ростислав је предводио угарску војску у борби против Отакара II Пшемисла у Чешкој. Константин Тих је искористио његово одсуство да освоји све територије до Браничева. Чим је закључен мир са Угарском, краљ Стефан V је предузео напад на Бугарску. Успева да заузме град Видин. Ростислав је враћен на положај који му је припадао пре Константинових освајања 1260. године.

### Господар Усоре и Соли
У титули Ростислава Михаиловића званично се не помиње ни Усора и Соли. Он је "дукс Галиције и господар Мачве" (dux Gallicie et dominus de Machou). Његова власт у Мачви ослањала се на традицију сремског господства Јована Анђела, сина угарске принцезе Маргарите (Марије) и византијског цара Исака II Анђела. Ана, супруга Ростислава Михаиловића, носила је титулу "кнегиње Галиције и Босне и Мачве" (Ducissa Gallicie ac de Bozna et de Mazo domina). Под Босном се овде подразумевају земље Усора и Соли. Власт Матеје Нинослава сведена је на земље Босну и Доњи Краји. Кнегињу Ану наследио је син Бела Ростисављевић. Бела је био на челу Мачванско-усорске кнежевине до своје смрти 1272. године. Ратовао је против српског краља Уроша I који том приликом пада у заробљеништво. Тадашњи краљ Ладислав IV Куманац и његова мајка Јелисавета били су играчке у рукама угарске властеле. Власт над Мачвом, Усором и Солима предавана је у руке моћних кнежева о чему сведоче бројне повеље из периода од 1272. до 1280. године. Смењују се Роланд Ратот, Хенрик Гисинговац, Егидије од Мославине, Угрин Чак, извесни Јан и Иринеј. Изричит помен новостворене "бановине Усоре и Соли" помиње се у титули Гисинговца од новембра 1272. до априла 1273. године када се он титулише као "banus de Wozora et de Sou" и Иринеја (bano de Sow etdeWozora).

## Смрт
Ростислав је умро 1262. године у Београду. Његове територије подељене су између двојице синова. Део Босне припао је старијем сину Михаилу док је Мачванска бановина припала млађем Бели. Судбина Видина није позната.

## Породица
Са Аном, ћерком угарског краља Беле и Марије Ласкарине, Ростислав је имао петоро деце:
- Михаило од Босне (умро 1271) - наследио га у Босни.
- Бела од Мачве (умро новембра 1272) - наследио га у Мачванском господсрву.
- Ана - супруга бугарских царева Михаила I Асена и Коломана II Асена.
- Кунигунда од Галича (1245 - 9. септембар 1285) - удала се најпре за Отакара II Пшемисла, а потом за Завиша од Розенберга.
- Агрипина од Галича (умрла 26. маја 1303. или 1309) - удата за Лешка II Пјаста.

## Породично стабло
|  |                                  |  |  |  |  |  |  |  |  |  |  |  |  |  |  |  |
|  | 16. Всеволод II Кијевски         |  |  |  |  |  |  |  |  |  |  |  |  |  |  |  |
|  |                                  |  |  |  |  |  |  |  |  |  |  |  |  |  |  |  |
|  |                                  |  |  |  |  |  |  |  |  |  |  |  |  |  |  |  |
|  | 8. Свјатослав III Всеволодович   |  |  |  |  |  |  |  |  |  |  |  |  |  |  |  |
|  |                                  |  |  |  |  |  |  |  |  |  |  |  |  |  |  |  |
|  |                                  |  |  |  |  |  |  |  |  |  |  |  |  |  |  |  |
|  | 17. Марија Мстиславна            |  |  |  |  |  |  |  |  |  |  |  |  |  |  |  |
|  |                                  |  |  |  |  |  |  |  |  |  |  |  |  |  |  |  |
|  |                                  |  |  |  |  |  |  |  |  |  |  |  |  |  |  |  |
|  | 4. Всеволод IV Кијевски          |  |  |  |  |  |  |  |  |  |  |  |  |  |  |  |
|  |                                  |  |  |  |  |  |  |  |  |  |  |  |  |  |  |  |
|  |                                  |  |  |  |  |  |  |  |  |  |  |  |  |  |  |  |
|  | 18. Василко Свјатославић         |  |  |  |  |  |  |  |  |  |  |  |  |  |  |  |
|  |                                  |  |  |  |  |  |  |  |  |  |  |  |  |  |  |  |
|  |                                  |  |  |  |  |  |  |  |  |  |  |  |  |  |  |  |
|  | 9. Марија Василиковна од Полоцка |  |  |  |  |  |  |  |  |  |  |  |  |  |  |  |
|  |                                  |  |  |  |  |  |  |  |  |  |  |  |  |  |  |  |
|  |                                  |  |  |  |  |  |  |  |  |  |  |  |  |  |  |  |
|  | 19. непознато                    |  |  |  |  |  |  |  |  |  |  |  |  |  |  |  |
|  |                                  |  |  |  |  |  |  |  |  |  |  |  |  |  |  |  |
|  |                                  |  |  |  |  |  |  |  |  |  |  |  |  |  |  |  |
|  | 2. Михаил Черниговски            |  |  |  |  |  |  |  |  |  |  |  |  |  |  |  |
|  |                                  |  |  |  |  |  |  |  |  |  |  |  |  |  |  |  |
|  |                                  |  |  |  |  |  |  |  |  |  |  |  |  |  |  |  |
|  | 20. Болеслав III Пјаст           |  |  |  |  |  |  |  |  |  |  |  |  |  |  |  |
|  |                                  |  |  |  |  |  |  |  |  |  |  |  |  |  |  |  |
|  |                                  |  |  |  |  |  |  |  |  |  |  |  |  |  |  |  |
|  | 10. Казимир II Праведни          |  |  |  |  |  |  |  |  |  |  |  |  |  |  |  |
|  |                                  |  |  |  |  |  |  |  |  |  |  |  |  |  |  |  |
|  |                                  |  |  |  |  |  |  |  |  |  |  |  |  |  |  |  |
|  | 21. Саломеја од Берга            |  |  |  |  |  |  |  |  |  |  |  |  |  |  |  |
|  |                                  |  |  |  |  |  |  |  |  |  |  |  |  |  |  |  |
|  |                                  |  |  |  |  |  |  |  |  |  |  |  |  |  |  |  |
|  | 5. непознато                     |  |  |  |  |  |  |  |  |  |  |  |  |  |  |  |
|  |                                  |  |  |  |  |  |  |  |  |  |  |  |  |  |  |  |
|  |                                  |  |  |  |  |  |  |  |  |  |  |  |  |  |  |  |
|  | 22. Конрад II Моравски           |  |  |  |  |  |  |  |  |  |  |  |  |  |  |  |
|  |                                  |  |  |  |  |  |  |  |  |  |  |  |  |  |  |  |
|  |                                  |  |  |  |  |  |  |  |  |  |  |  |  |  |  |  |
|  | 11. Јелена Пшемисл Пјаст         |  |  |  |  |  |  |  |  |  |  |  |  |  |  |  |
|  |                                  |  |  |  |  |  |  |  |  |  |  |  |  |  |  |  |
|  |                                  |  |  |  |  |  |  |  |  |  |  |  |  |  |  |  |
|  | 23. Марија Угарска               |  |  |  |  |  |  |  |  |  |  |  |  |  |  |  |
|  |                                  |  |  |  |  |  |  |  |  |  |  |  |  |  |  |  |
|  |                                  |  |  |  |  |  |  |  |  |  |  |  |  |  |  |  |
|  | 1. Ростислав Михаиловић          |  |  |  |  |  |  |  |  |  |  |  |  |  |  |  |
|  |                                  |  |  |  |  |  |  |  |  |  |  |  |  |  |  |  |
|  |                                  |  |  |  |  |  |  |  |  |  |  |  |  |  |  |  |
|  | 24. Изјаслав II Кијевски         |  |  |  |  |  |  |  |  |  |  |  |  |  |  |  |
|  |                                  |  |  |  |  |  |  |  |  |  |  |  |  |  |  |  |
|  |                                  |  |  |  |  |  |  |  |  |  |  |  |  |  |  |  |
|  | 12. Мстислав II Изјаславић       |  |  |  |  |  |  |  |  |  |  |  |  |  |  |  |
|  |                                  |  |  |  |  |  |  |  |  |  |  |  |  |  |  |  |
|  |                                  |  |  |  |  |  |  |  |  |  |  |  |  |  |  |  |
|  | 25. непознато                    |  |  |  |  |  |  |  |  |  |  |  |  |  |  |  |
|  |                                  |  |  |  |  |  |  |  |  |  |  |  |  |  |  |  |
|  |                                  |  |  |  |  |  |  |  |  |  |  |  |  |  |  |  |
|  | 6. Роман Велики                  |  |  |  |  |  |  |  |  |  |  |  |  |  |  |  |
|  |                                  |  |  |  |  |  |  |  |  |  |  |  |  |  |  |  |
|  |                                  |  |  |  |  |  |  |  |  |  |  |  |  |  |  |  |
|  | 26. Болеслав III Пјаст           |  |  |  |  |  |  |  |  |  |  |  |  |  |  |  |
|  |                                  |  |  |  |  |  |  |  |  |  |  |  |  |  |  |  |
|  |                                  |  |  |  |  |  |  |  |  |  |  |  |  |  |  |  |
|  | 13. Агнеса Пољска                |  |  |  |  |  |  |  |  |  |  |  |  |  |  |  |
|  |                                  |  |  |  |  |  |  |  |  |  |  |  |  |  |  |  |
|  |                                  |  |  |  |  |  |  |  |  |  |  |  |  |  |  |  |
|  | 27. Саломеја од Берга            |  |  |  |  |  |  |  |  |  |  |  |  |  |  |  |
|  |                                  |  |  |  |  |  |  |  |  |  |  |  |  |  |  |  |
|  |                                  |  |  |  |  |  |  |  |  |  |  |  |  |  |  |  |
|  | 3. Марија Романовна од Галича    |  |  |  |  |  |  |  |  |  |  |  |  |  |  |  |
|  |                                  |  |  |  |  |  |  |  |  |  |  |  |  |  |  |  |
|  |                                  |  |  |  |  |  |  |  |  |  |  |  |  |  |  |  |
|  | 28. Ростислав I Кијевски         |  |  |  |  |  |  |  |  |  |  |  |  |  |  |  |
|  |                                  |  |  |  |  |  |  |  |  |  |  |  |  |  |  |  |
|  |                                  |  |  |  |  |  |  |  |  |  |  |  |  |  |  |  |
|  | 14. Рјурик Ростиславић           |  |  |  |  |  |  |  |  |  |  |  |  |  |  |  |
|  |                                  |  |  |  |  |  |  |  |  |  |  |  |  |  |  |  |
|  |                                  |  |  |  |  |  |  |  |  |  |  |  |  |  |  |  |
|  | 29. непознато                    |  |  |  |  |  |  |  |  |  |  |  |  |  |  |  |
|  |                                  |  |  |  |  |  |  |  |  |  |  |  |  |  |  |  |
|  |                                  |  |  |  |  |  |  |  |  |  |  |  |  |  |  |  |
|  | 7. Предислава Рјуриковна         |  |  |  |  |  |  |  |  |  |  |  |  |  |  |  |
|  |                                  |  |  |  |  |  |  |  |  |  |  |  |  |  |  |  |
|  |                                  |  |  |  |  |  |  |  |  |  |  |  |  |  |  |  |
|  | 30. Јуриј Јарославић             |  |  |  |  |  |  |  |  |  |  |  |  |  |  |  |
|  |                                  |  |  |  |  |  |  |  |  |  |  |  |  |  |  |  |
|  |                                  |  |  |  |  |  |  |  |  |  |  |  |  |  |  |  |
|  | 15. Ана Јурејвна                 |  |  |  |  |  |  |  |  |  |  |  |  |  |  |  |
|  |                                  |  |  |  |  |  |  |  |  |  |  |  |  |  |  |  |
|  |                                  |  |  |  |  |  |  |  |  |  |  |  |  |  |  |  |
|  | 31. непознато                    |  |  |  |  |  |  |  |  |  |  |  |  |  |  |  |
|  |                                  |  |  |  |  |  |  |  |  |  |  |  |  |  |  |  |
|  |                                  |  |  |  |  |  |  |  |  |  |  |  |  |  |  |  |